# Liste der Bürgermeister von Oegstgeest
Dieses ist die Liste der Bürgermeister der Gemeinde Oegstgeest in der niederländischen Provinz Südholland.
| Bürgermeister | Bürgermeister                        | Partei | Partei  | Amtszeit  | Anmerkungen                         |
| ------------- | ------------------------------------ | ------ | ------- | --------- | ----------------------------------- |
|               | Jacob Willem de Malnoe van Noort     |        |         | 1815–1849 |                                     |
|               | Jhr Karel Adriaan Theodoor Gevers    |        |         | 1849–1853 |                                     |
|               | Hendrik Derk Terwee                  |        |         | 1853–1895 |                                     |
|               | Jacob Mattheus de Kempenaer          |        |         | 1895–1900 |                                     |
|               | J. G. M. van Griethuijsen            |        |         | 1900–1930 |                                     |
|               | A. J. van Gerrevink                  |        |         | 1930–1942 | vorher Bürgermeister von Oldenmarkt |
|               | O. L. J. Sikkens                     |        | NSB     | 1942–1945 |                                     |
|               | A. J. van Gerrevink                  |        |         | 1945      |                                     |
|               | Jan Hendrik Luiting Maten            |        | ARP     | 1946      | kommissarisch                       |
|               | J. C. Baumann                        |        |         | 1946–1950 |                                     |
|               | H. L. du Boeuff                      |        |         | 1950–1968 |                                     |
|               | Jhr. Tjalling Aedo Johan van Eysinga |        | CHU     | 1968–1979 |                                     |
|               | Sjoerd Scheenstra                    |        | CHU/CDA | 1979–1998 |                                     |
|               | Els Timmers-van Klink                |        | VVD     | 1998–2014 |                                     |
| Jan Waaijer   | Jan Waaijer                          |        | CDA     | 2014–2016 | kommissarisch                       |
|               | Emile Jaensch                        |        | VVD     | seit 2016 |                                     |